# Sadská
Sadská là một thị trấn thuộc huyện Nymburk, vùng Středočeský, Cộng hòa Séc.